# Brána statku Lichnovských v Bořutíně
Brána statku Lichnovských v Bořutíně, nazývaná také Brána statku v Bořutíně s erbem Lichnovských, polsky Brama folwarku Lichnowskych w Borucinie nebo ‎Brama folwarku w Borucinie z herbem Lichnowskych, je brána panského statku šlechtického rodu Lichnovských z Voštic (Lichnowských) ve vesnici Borucin (Bořutín) ve gmině Krzanowice v okrese Ratiboř v jižním Polsku. Geograficky se nachází v polské části Opavské pahorkatiny a Slezském vojvodství.

## Další informace
Brána statku Lichnovských v Bořutíně je vjezdová brána do statku Lichnowskich z roku 1856. Na oblouku brány je umístěn erb Lichovských z Voštic. Přímo u brány se nachází malá kaplička. Místo se také nachází na mezinárodní cyklostezce Stezka rodu Lichnovských je celoročně volně přístupné.

## Galerie

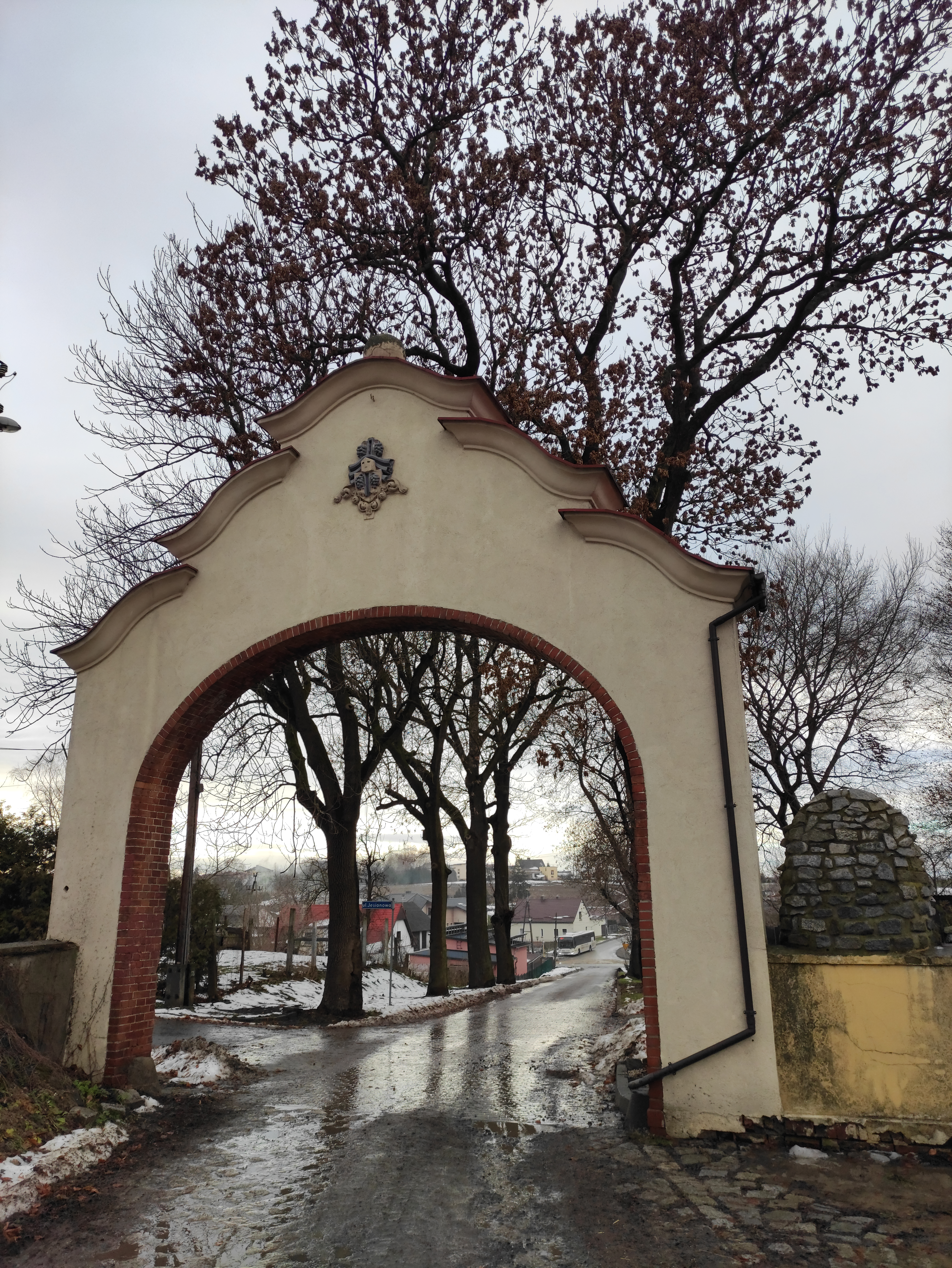
Brána ve směru výjezdu ze statku
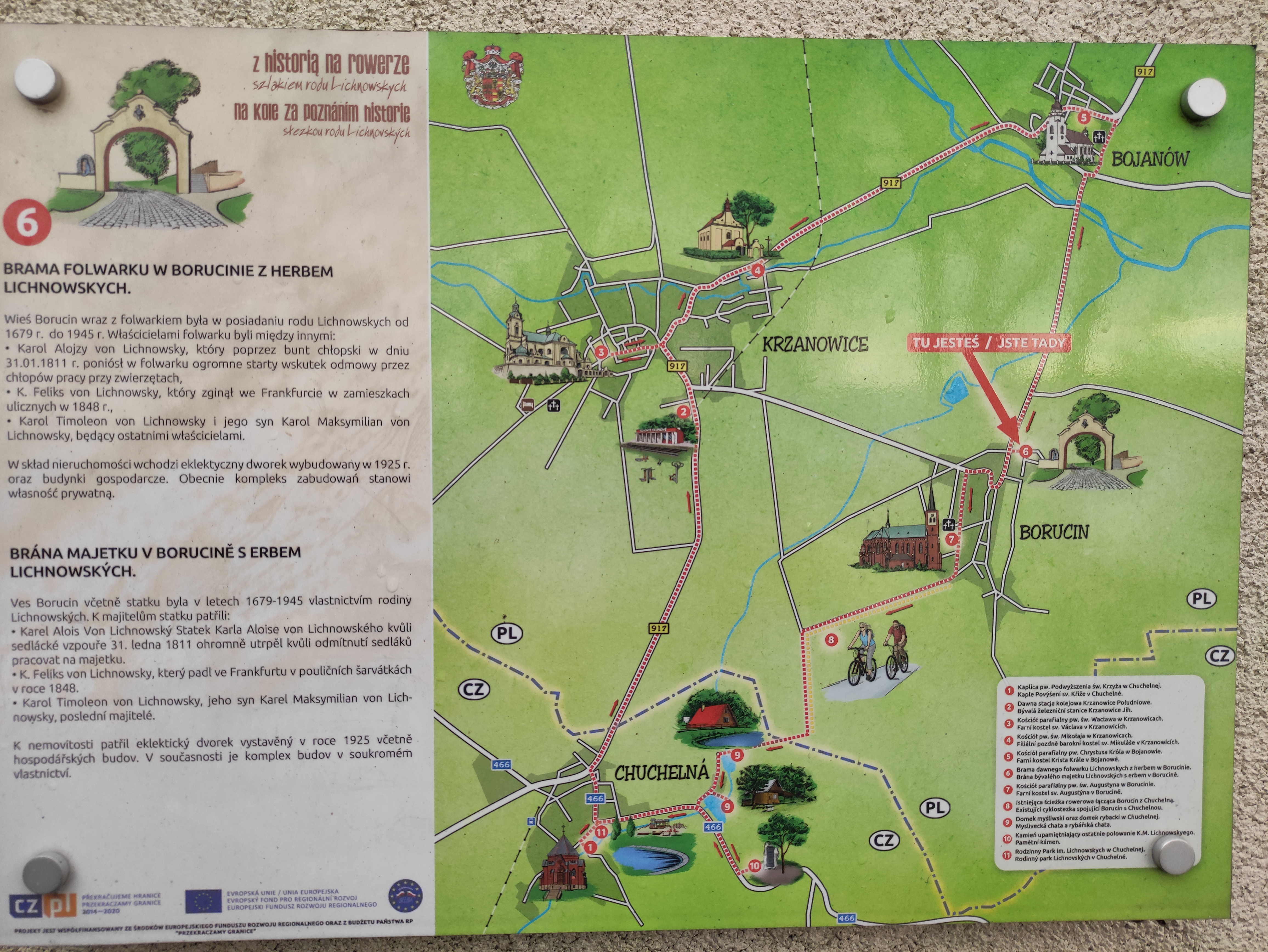
Mapa s atrakcemi místa a okolí